# Atlantirivulus janeiroensis
Atlantirivulus janeiroensis es un pez de agua dulce la familia de los rivulines en el orden de los ciprinodontiformes.

## Morfología
De cuerpo alargado, los machos pueden alcanzar los 6,5 cm de longitud máxima.

## Distribución geográfica
Se encuentran en ríos de Sudamérica, en cuencas fluviales de Brasil.

## Hábitat
Viven en pequeños cursos de agua entre 22 y 26°C, de comportamiento bentopelágico y no migrador.
No es un pez estacional. Es difícil de mantener cautivo en acuario.